# Zlatý kodex z Echternachu

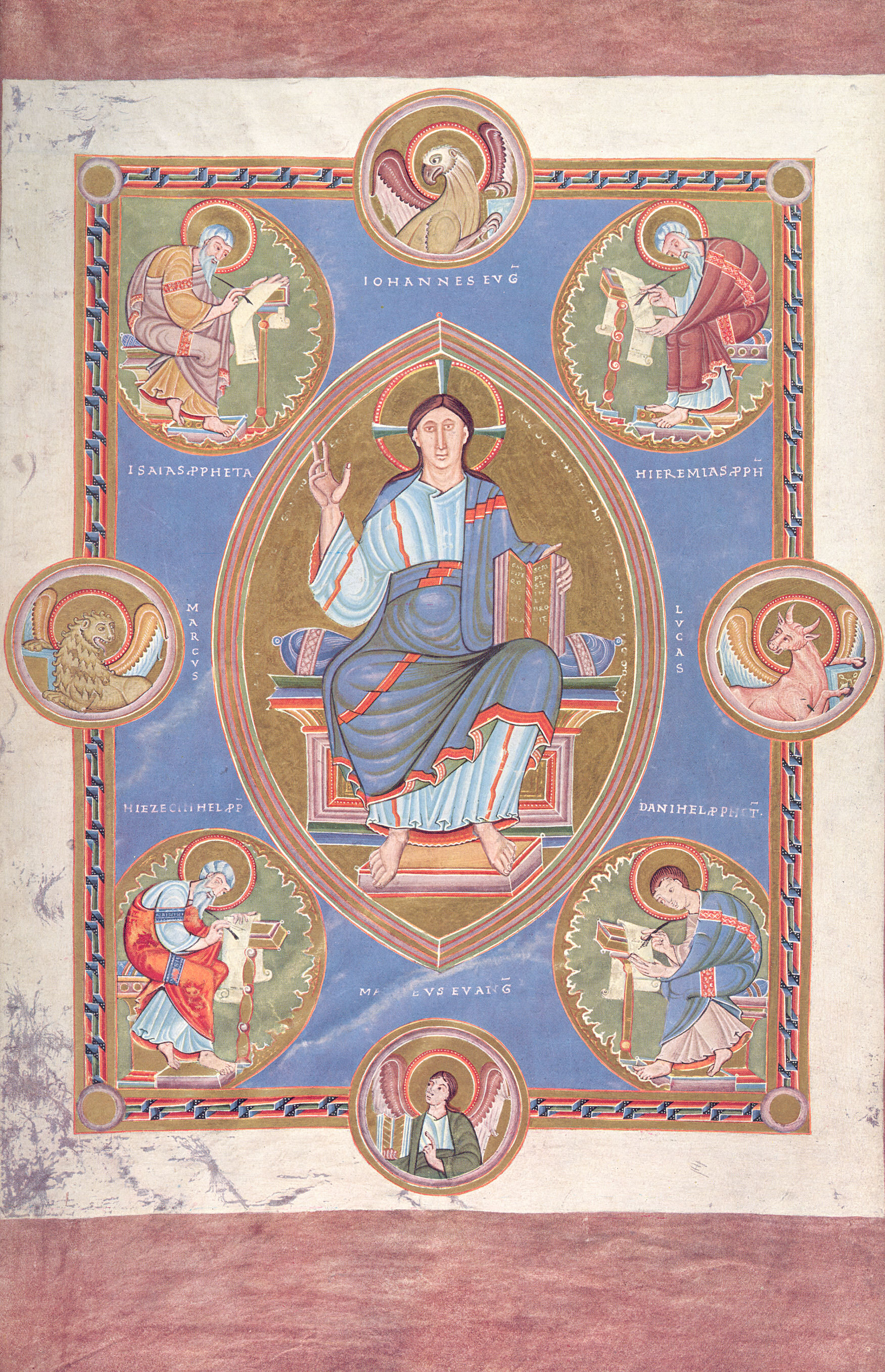
Titulní list kodexu: Maiestas Domini - Kristus Vševládce mezi čtyřmi evangelisty s jejich emblémy

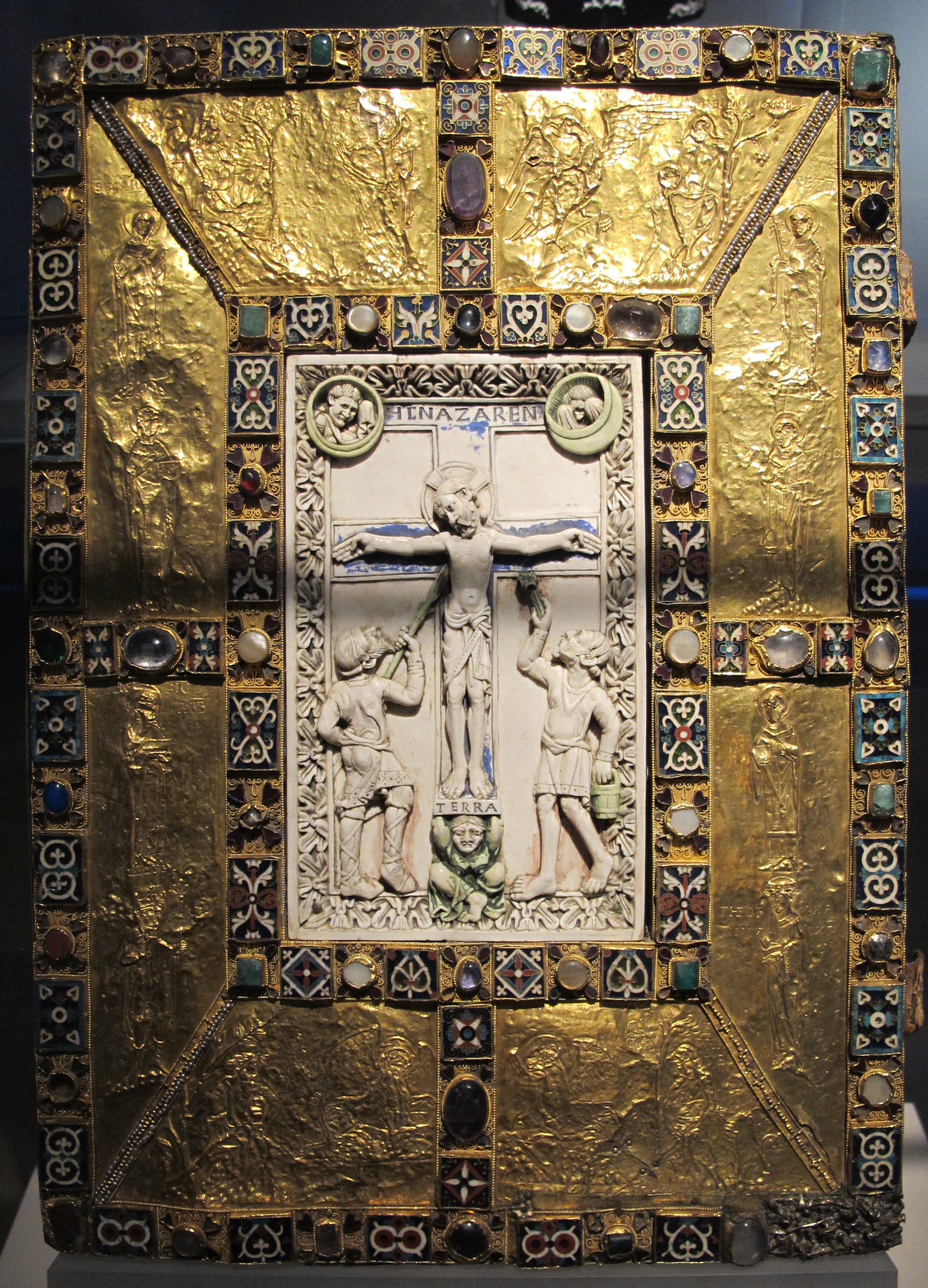
Přední deska Zlatého kodexu z Echternachu

Zlatý kodex z Echternachu, nebo latinsky Codex aureus Epternacensis, je latinsky psaný a bohatě iluminovaný otonský rukopis mešní knihy z let 1035 až 1040, vázaný ve starších deskách z doby kolem roku 980.

## Původ
Rukopis pochází z říšského kláštera benediktinů sv. Willibrorda v Echternachu ve východním Lucembursku, kde byl uchováván od svého vzniku až do vpádu francouzských revolucionářů v roce 1794, po kterém následovalo uzavření a zrušení opatství. Ze skriptoria tohoto kláštera se dochovaly také další iluminované rukopisy raného středověku, rozptýlené v různých evropských sbírkách (např. Egbertův kodex, Kodex Jindřicha III. nebo další Zlatý kodex, nyní ve španělském El Escorialu). Zde popisovaný kodex přes Řezno a Mohuč doputoval roku 1801 do soukromé šlechtické sbírky knížat sasko-kobursko-altenberských a byl až do roku 1950 v jejich knihovně na hradě Friedenstein (ve městě Gotha). Roku 1955 jej majitel prodal do Germánského národního muzea v Norimberku, kde je rukopis uložen v trezoru. Patří k nejvýznamnějším středověkým sbírkovým předmětům muzea. Vystavuje se faksimile.

## Popis
Rukopis je psaný latinsky minuskulou zlatým inkoustem (proto byl nazván "Zlatý") na pergamenu z telecí kůže. Texty tvoří čtyři evangelia, život a skutky Ježíše Krista. Obsahuje 275 folií o rozměrech 44,5 × 31 centimetrů, z nichž na 137 jsou celostranné iluminace, buď jediné pole v rámečku barveném vzácným purpurem, nebo dělené do tří úseků a dalších políček, podobně jako v komiksech. Neobvyklé je řazení některých scén z Kristova života, které se neodvíjejí chronologicky za sebou, ale i z prostředka nahoru a dolů. Texty jsou zvýrazněny 503 iniciálami. Autor textů zůstal v anonymitě, podle analogických knih se vyučil nebo pocházel ze školy kláštera v Reichenau a pracoval za opata Humberta z Echternachu (1028–1051), v období největšího rozkvětu zdejšího skriptoria. Dobrý stav dochování tohoto rukopisu je neobvyklý, vzácný. Zdůvodňuje se tím, že se neužíval jako mešní kniha, ale jen při nejvýznamnějších svátcích kláštera, například o Velikonocích.
Desky jsou dřevěné, přední deska je pobitá osmi lichoběžníkovými poli ze zlatého plechu, zdobeného postavami světců, andělů a lidí, technikou repoussé (tj. tepáním zespodu). Uprostřed je vsazena destička ze slonoviny s reliéfem Krista, ukřižovaného mezi dvěma římskými vojáky: Longinem s kopím a Stefatonem s houbou; kříž je nesen figurkou, označenou slovem TERRA (Země). Spojovací pásky políček jsou zdobeny přihrádkovým emailem a posázeny drahokamy, perlami a kamejemi. Pocházejí ze starší knihy, z daru císařovny Theofanú, která je na pravém spodním poli vyobrazena, a na protilehlém políčku stojí korunovaný císař s nápisem Otto Rex, pravděpodobně její syn Oto III. Podle toho se vznik desek datuje do intervalu let 980–987. Na dalších reliéfech s popiskami jsou zpodobeni: Panna Maria, patron opatství sv. Willibrord, Petr, Bonifác a Benedikt. Zadní deska je potažena hedvábím a má zlaté nárožní štítky. Autorství výzdoby desek bylo připsáno zlatníku Egbertovi, jehož dílna byla činná kolem roku 980 v Trevíru. Šlo nepochybně o dar císařovny; Zlatý kodex byl do této desky svázán nejpozději při dostavbě echternašské klášterní knihovny roku 1031.

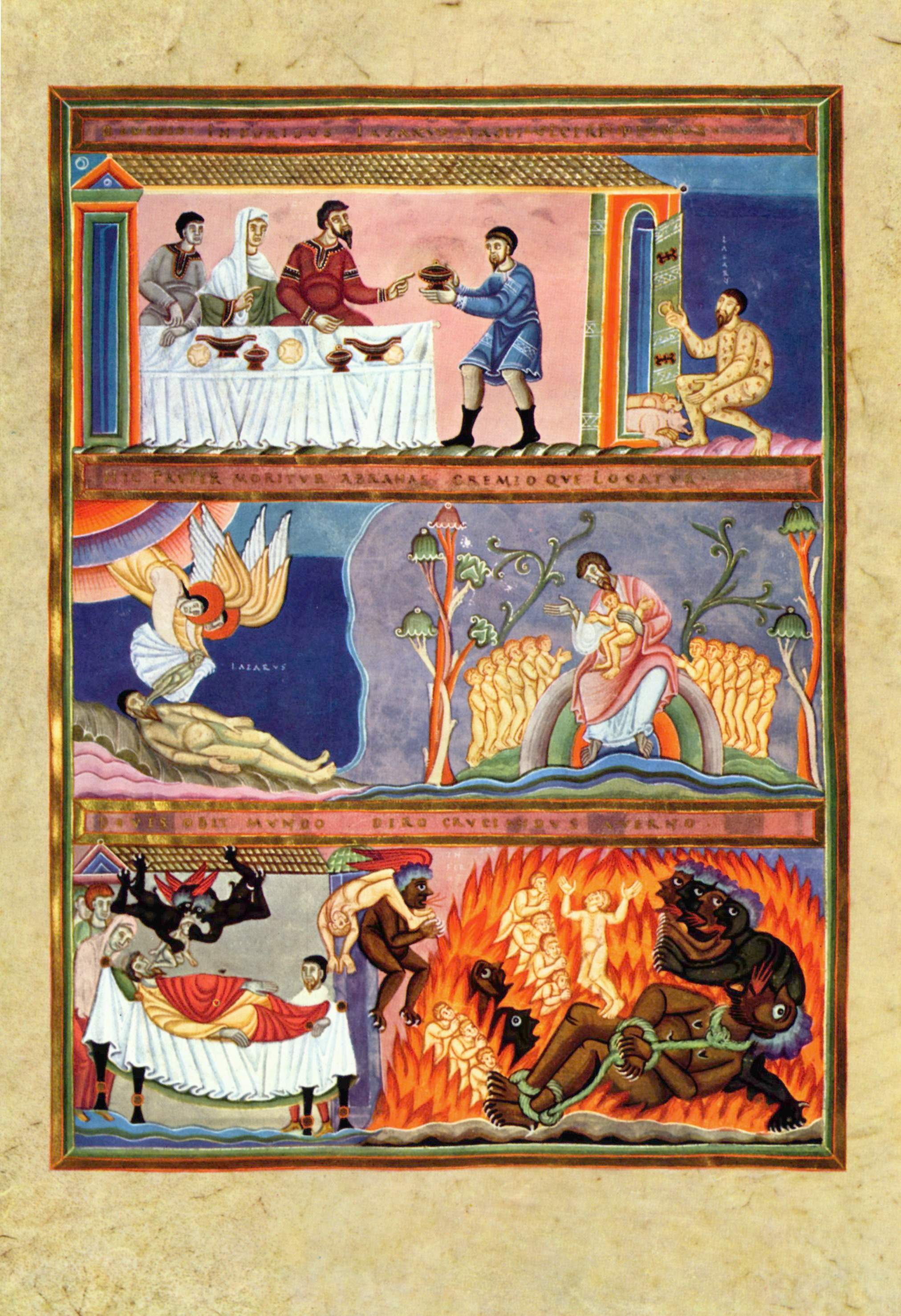
Příběh o boháči a Lazarovi
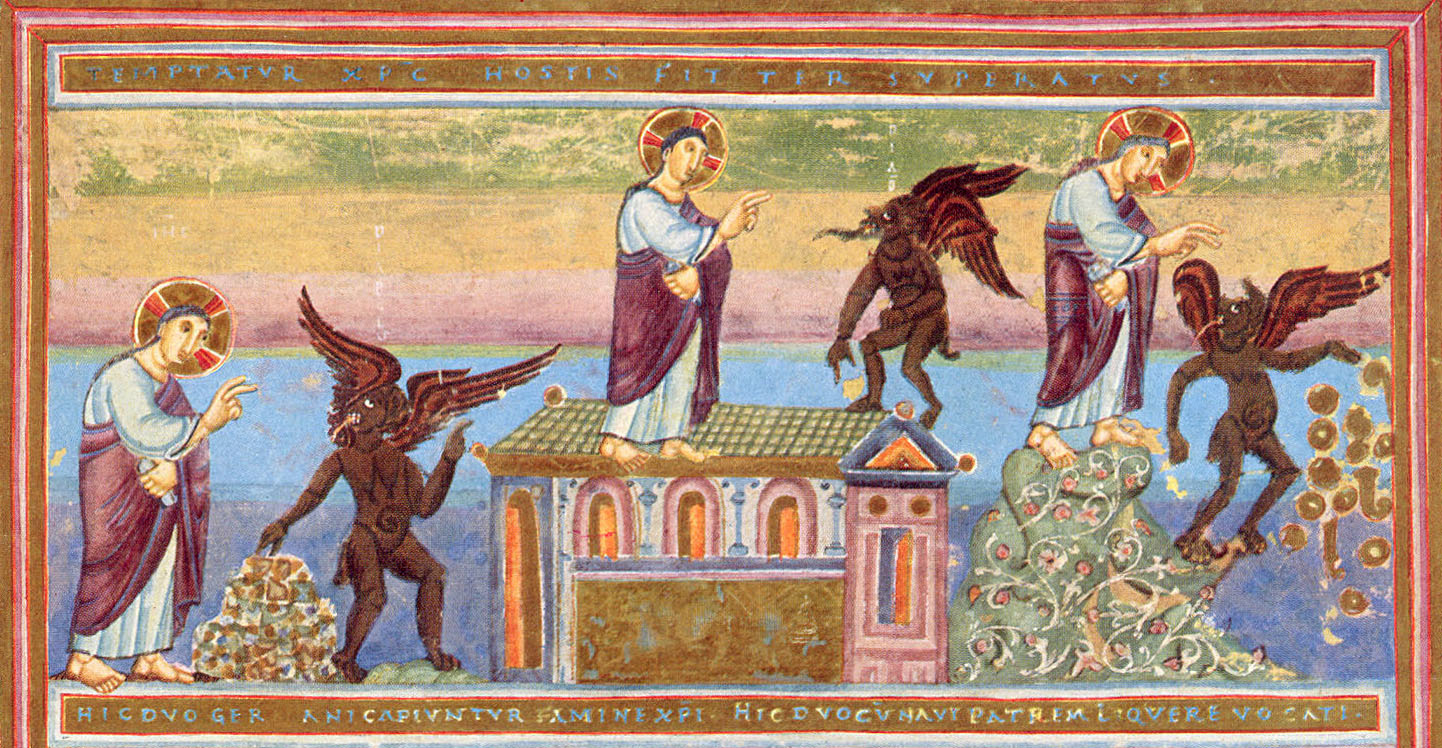
Kristus třikrát zaříkává ďábla